# Tink
Tink, pseudonimo di Trinity Laure'Ale Home (Calumet City, 18 marzo 1995), è una rapper e cantante statunitense.

## Biografia
Originaria di Calumet City, Tink ha lanciato la propria carriera musicale pubblicando diversi mixtape, uno dei quali è stato incluso nella lista dei miglior album R&B del 2014 sia da Billboard che da Rolling Stone, prima di iniziare a lavorare per la Mosley Music Group, etichetta gestita da Timbaland. Sotto l'etichetta sarebbe dovuto uscire l'album in studio di debutto dell'artista, che a causa di una controversia, non ha mai visto luce. Ciononostante, Tink ha ricevuto una nomination sia ai BET Awards che ai BET Hip Hop Awards, eventi tenutisi nel 2015.
Pain & Pleasure è divenuto il suo primo ingresso nella Billboard 200, mentre i due LP Hopeless Romantic e Heat of the Moment hanno entrambi trovato il proprio piazzamento all'interno della suddetta graduatoria, classificandosi rispettivamente in 99ª e 54ª posizione. Nel 2021 ha accompagnato Queen Naija nel suo The Butterfly Tour, svoltosi negli Stati Uniti d'America.
Il 26 agosto 2022 è avvenuta la pubblicazione del terzo disco Pillow Talk, a cui ha fatto seguito l'album Thanks 4 Nothing il marzo successivo.

## Discografia

### Album in studio
- 2020 – Hopeless Romantic
- 2021 – Heat of the Moment
- 2022 – Pillow Talk
- 2023 – Thanks 4 Nothing
- 2024 – Winter's Diary 5

### EP
- 2018 – Pain & Pleasure
- 2020 – A Gift and a Curse

### Mixtape
- 2012 – Winter's Diary
- 2014 – Winter's Diary 2
- 2015 – Winter's Diary 3
- 2016 – Winter's Diary 4
- 2019 – Voicemails

### Singoli
- 2014 – Other One (con M.T.G.)
- 2014 – Around the Clock (feat. Charlamagne tha God)
- 2015 – Ratchet Commandments
- 2015 – Million
- 2015 – Wet Dollars (feat. Tazer)
- 2016 – Clocks (con My Digital Enemy)
- 2018 – Different
- 2019 – Falling in Love
- 2019 – Bad Side
- 2019 – Fuck Around
- 2021 – Bottom Bitch
- 2021 – Selfish (con Yung Bleu)
- 2021 – Rebel (feat. Jeremih)
- 2021 – Heat of the Moment
- 2022 – Cater (con 2 Chainz)
- 2022 – Goofy
- 2022 – I Choose Me
- 2022 – Switch
- 2022 – Goofy
- 2023 – Toxic
- 2023 – Fake Love
- 2023 – 40x
- 2024 – Charged Up
- 2024 – Huh
- 2024 – Songs About You (con Summer Walker)